# Yohei Takayama
Yohei Takayama (高山 洋平 Takayama Yohei?), född 26 november 1979 i Yamanashi prefektur, är en japansk före detta fotbollsspelare.
Takayama började sin karriär 1998 i Ventforet Kofu. 2001 flyttade han till Gunma FC Horikoshi. Han avslutade karriären 2003.